# Arnaldo Pegollo
Arnaldo Pegollo, nome di battaglia "Naldo" (Massa, 16 marzo 1918 – Massa, 10 aprile 1945), è stato un militare e partigiano italiano, decorato con la medaglia d'oro al valor militare alla memoria nel corso della seconda guerra mondiale.

## Biografia
Nacque a Massa il 16 marzo 1918.  Arruolato nell'Regia Aeronautica nel maggio del 1940, (anche se aveva mai fatto mistero dei suoi sentimenti antifascisti) fu assegnato al Centro istruzioni reclute dell'Aeronautica della Sicilia. Dopo l'entrata in guerra del Regno d'Italia, avvenuta poi il 10 giugno successivo prese parte alle operazioni belliche nel Mediterraneo. Trasferito all'aeroporto militare di Pisa come primo aviere, nel gennaio del 1942 vi si ammalò. Ripreso il servizio il 28 febbraio 1943, all'annuncio dell'armistizio con gli Alleati si diede alla macchia e si affrettò a raggiungere la Lunigiana, dove, come membro del Partito d'Azione, entrò in una formazione partigiana.
Col nome di battaglia di "Naldo", dopo essersi distinto per perizia e audacia, fu nominato comandante di squadra e poi, via via, di distaccamento e di brigata. Cadde, alla vigilia della Liberazione, in un attacco contro i tedeschi ormai in ritirata davanti a Palazzo Ducale a Massa. Per onorarne il coraggio fu decretata la concessione della Medaglia d'oro al valor militare, massima onorificenza italiana.
A Massa, dove gli hanno intitolato una via, un semplice cippo con su inciso: "Pegollo/Naldo/10.4.1945/M.O.V.M." è stato posto in piazza Aranci. Il nome del partigiano azionista compare anche, con quello di Mario Paolini e degli altri caduti nella zona di Antona, sulla lapide posta al Sacrario "La Tecchia".

### Fonti
1. 1 2 3  Ufficio Storico dell'Aeronautica Militare 1969, p. 232.
2. 1 2 3 4 5 6  Combattenti Liberazione.
3. ↑   Arnaldo Pegollo, su Quirinale.it. URL consultato il 14 novembre 2018.
4. ↑  Bollettino Ufficiale 1953, disp.3, pag.182.